# Чехи под Косиржем
Чехи под Косиржем (чеш. Čechy pod Kosířem) је насељено мјесто са административним статусом сеоске општине (чеш. obec) у округу Простјејов, у Оломоуцком крају, Чешка Република.

## Становништво
Према подацима о броју становника из 2014. године насеље је имало 1.070 становника.